# 中安達曼島
12°30′N 92°50′E / 12.500°N 92.833°E

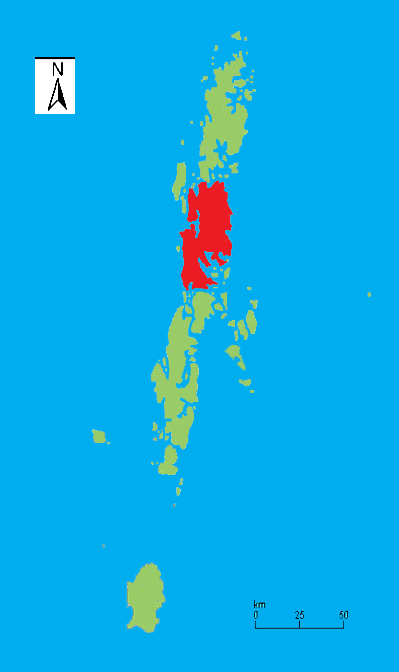

中安達曼島是印度的島嶼，位於孟加拉灣，屬於安達曼群島的一部分，長68公里、寬31公里，面積1,535平方公里，最高點海拔高度512米，2001年人口54,385。